# 山本清 (考古学者)
山本 清（やまもと きよし、1907年11月23日 - 2001年12月29日）は、日本の考古学研究者、島根大学名誉教授。

## 来歴
島根県八束郡生馬村（現・松江市西生馬町）に生まれる。旧制松江高等学校（8期文甲）を経て、1934年、京都帝国大学文学部史学科（国史学専攻）卒業。島根県八束郡本庄村尋常高等小学校代用教員、島根県立松江中学校講師、同教諭、島根師範学校教授を経て、1950年、島根大学教育学部助教授、1951年、島根大学文理学部助教授。1965年、島根大学文理学部教授。1971年退官。1972年島根大学名誉教授。
1947年、梅原末治博士と金崎1号墳（島根県松江市）の発掘調査を行い、本格的に山陰の考古学研究に取り組む。松本1号墳（島根県雲南市）、造山3号墳（島根県安来市）、出雲国府跡（島根県松江市）、出雲玉作跡（島根県松江市）など、数々の発掘調査を行う。
2001年12月29日、老衰のため死去。

## 著書
- 『出雲の古代文化』六興出版 1989
- 『古代出雲の考古学 遺跡と歩んだ70年』ハーベスト出版 1995

### 編著・共編
- 『風土記の考古学 出雲国風土記の巻』同成社 1995

### 監修
- 『さんいん古代史の周辺』山陰中央新報社 1978-1980